# Noël Taillepied
Pour les articles homonymes, voir Taillepied (homonymie).
Noël Taillepied (diocèse de Rouen, Normandie 1540 - Angers 1589), est un théologien, biographe et folkloriste français du XVIe siècle. Il est l'auteur des premières biographies en français des réformateurs Luther et Pierre Martyr.

## Biographie
Après avoir étudié à Paris, il enseigna la théologie à Pontoise et dans d'autres établissements de l'ordre des Cordeliers, auquel il appartenait. Tous les ouvrages de cet auteur sont rares. Il est l'auteur d'un ouvrage sur l'histoire de Rouen, ainsi que sur les phénomènes surnaturels, extraordinaires. Il publia plusieurs ouvrages de théologie et d'histoire, pour lesquels il lui fut parfois reproché une trop grande crédulité. Il entre dans l'ordre des Capucins et meurt à Angers.

## Publications
- Histoire de l'Estat et République des Druides, Eubages, Sarronides, Bardes, Vacies, Anciens François, Gouverneurs des païs de la Gaule, depuis le déluge universel, jusques à la venue de Jésus-Christ en ce monde. (...), contenants leurs Loix... Paris, Jean Parant, 1585. C'est un des premiers livres en français sur le celtisme et les druides.
- Recueil Des Antiquitez et Singularitez de la Ville de Rouen. Avec un progrez des choses memorables y advenues depuis sa fondation jusques à present.  Rouen Raphaël du Petit Val 1587. Edition rare. Une deuxième édition du guide de Rouen est apparue la même année. C'est l'un des plus importants et innovants guides rassemblant le premier les informations historiques sur cette ville de 80 av. J.-C. jusqu'à 1581. Publié du vivant de l'auteur, ce dernier se serait servi notamment d'un manuscrit de Romain le Piart.  Rouen, Léon Gy, 1901.
- Recueil des antiquitez et singularitez de la ville de Pontoise : ville ancienne du pays du Vequecin françois, A Rouen : impr. de Georges l'Oiselet, 1587,  Alexandre Seyès, Pontoise. 1876. Édition revue et annotée sur les mss. des Archives de Pontoise & collationnée sur l'imprimé de 1587 par A. François.
- Psichologie, ou Traité de l’apparition des esprits, à scavoir des âmes séparées, fantosmes, prodiges et accidents merveilleux qui précèdent quelquefois la mort des grands personnages ou signifient changemens de la chose publique, Paris, Guillaume Bichon, 1588, édition de Rouen 1588 en ligne. Cet ouvrage est rempli de recherches concernant des phénomènes extraordinaires, bizarres ou surnaturels.
- Traduction en français des Vies de Luther, de Carlostade & de Pierre Martyr, in-8°[1].
- Traité de l'Apparition des Esprits, 1602, in-12[1].